# Haus Leonhardstraße 13

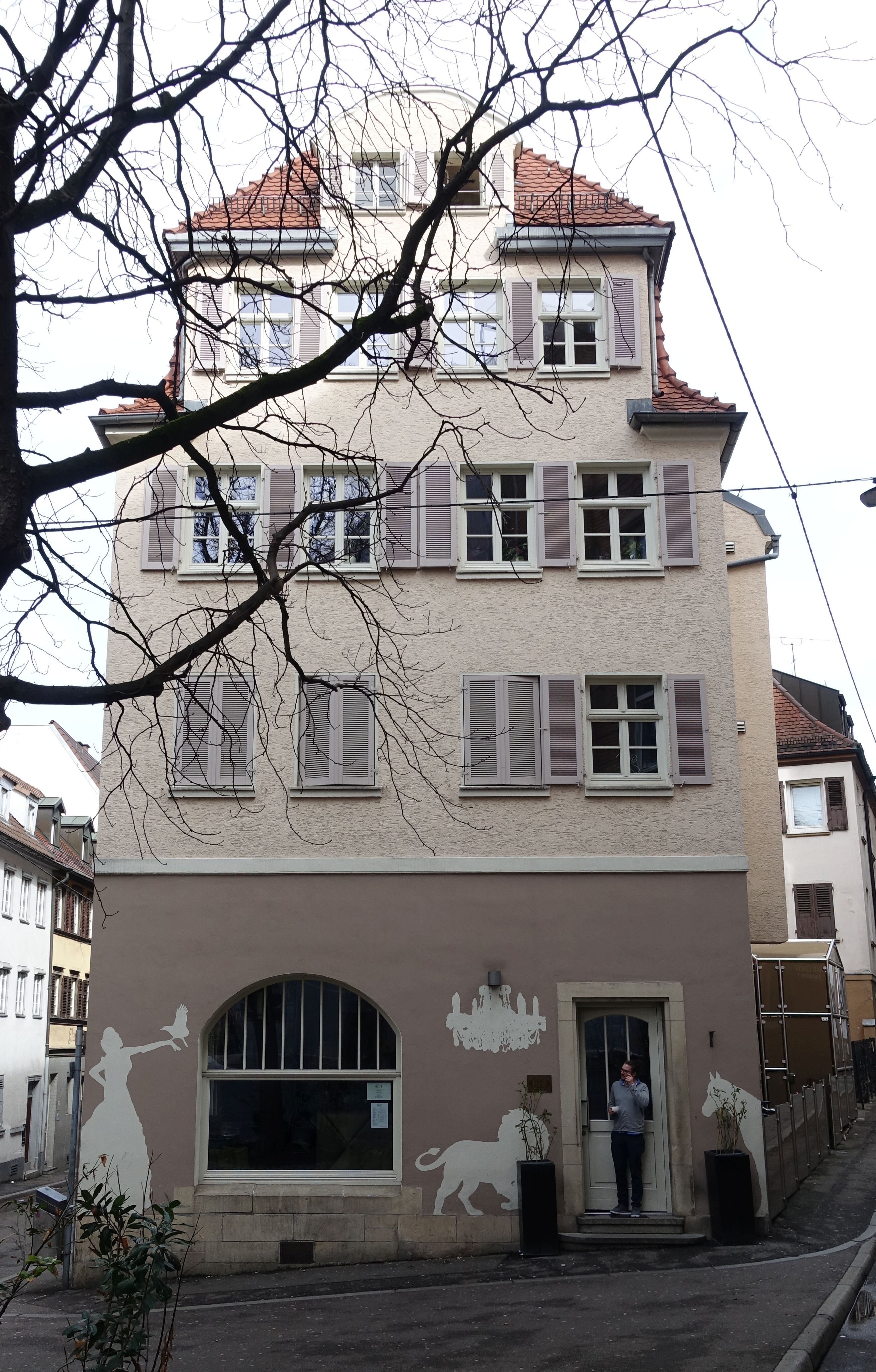
Haus Leonhardstraße 13.

Das Haus Leonhardstraße 13 in Stuttgart-Mitte ist der Kopfbau eines dreieckigen Gebäudeblocks, zu dem zwei Flügelbauten an der Leonhardstraße 11 und an der Weberstraße 9 gehören. Der Gebäudeblock wurde nach den Plänen des Architekten Theodor Fischer 1906 im Auftrag des Vereins für das Wohl der arbeitenden Klassen als Arbeiterwohnhaus und Geschäftshaus erbaut. Der Kopfbau Leonhardstraße 13 steht unter Denkmalschutz.

## Geschichte
Um 1900 waren die Wohnverhältnisse in der damaligen Stuttgarter Altstadt katastrophal. Die Bewohner litten in den überbevölkerten Häusern der engen Gassen unter schlechter Belüftung und Belichtung. Hinzu kamen die mangelhafte Bausubstanz der Gebäude, schlechte Heizmöglichkeiten und fehlende Wasserleitungen. Die Stadt Stuttgart überließ es in der Regel der Privatwirtschaft, die Wohnungsverhältnisse zu verbessern. In dieser Situation ergriff der Verein für das Wohl der arbeitenden Klassen die Initiative zur Sanierung der Altstadt. Man entschied sich für den Abriss der bestehenden und den Bau neuer Häuser, da der Altbaubestand nicht renovierungsfähig erschien.
Der Verein für das Wohl der arbeitenden Klassen unter Eduard Pfeiffer erteilte Theodor Fischer 1904 den Auftrag, auf dem spitzwinkligen Grundstück zwischen Wilhelmsplatz, Leonhardstraße und Weberstraße ein Arbeiterwohnhaus und Geschäftshaus zu errichten. Im Frühjahr 1906 war das Gebäude bezugsfertig. Im Erdgeschoss wurden 2 Läden, 1 Werkstatt und 1 Lokal untergebracht, in den oberen Geschossen 10 Wohnungen mit 3 und 12 Wohnungen mit 2 Zimmern. Das 2008 sanierte Haus Leonhardstraße 13 steht unter Denkmalschutz, die Gebäude an der Leonhardstraße 11 und der Weberstraße 9 dagegen nicht.

## Beschreibung

### Lage
| - Lageplan. | - Grundriss Erdgeschoss. |

Der Gebäudekomplex an der Leonhardstraße 13 beginnt im Südwesten gegenüber dem Wilhelmsplatz. Das Grundstück von 1800 Quadratmetern erstreckt sich in nordöstlicher Richtung und umschließt ein langgezogenes, spitzwinkliges Dreieck zwischen Leonhardstraße und Weberstraße. Die Gebäude an der Jakobstraße waren nicht Bestandteil der Sanierung. Die ungünstige Form des Grundstücks geht auf die Absicht der Altstadtsanierer zurück, Rücksicht auf die Geschichte des Quartiers und die Bauten in der Umgebung zu nehmen.

### Baukörper

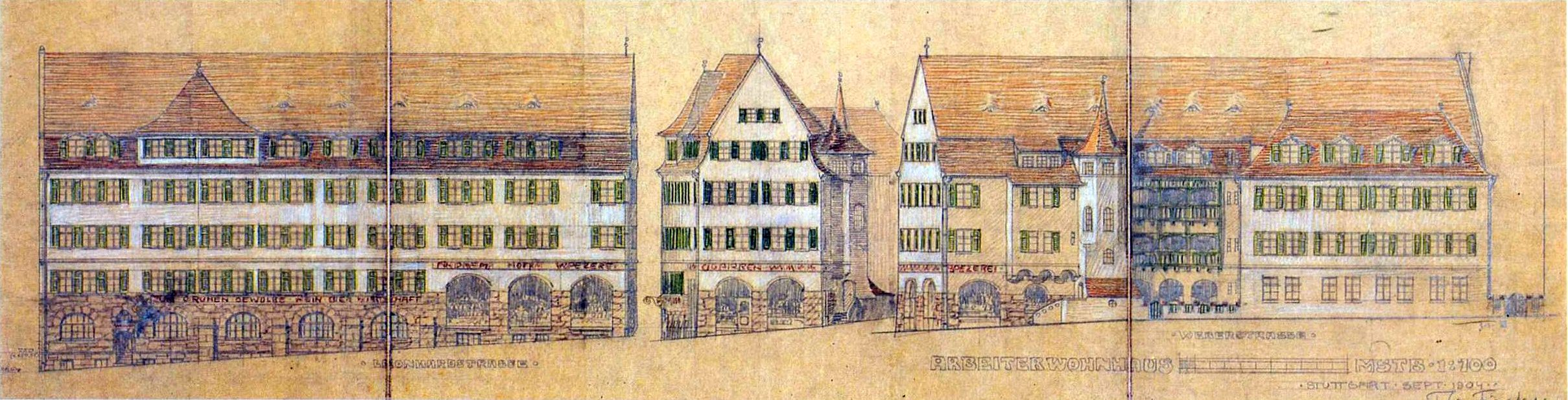
Aufriss Haus Leonhardstraße 11, Leonhardstraße 13, Weberstraße 9.

Fischer entschied sich für die Dreiteilung des Gebäudekomplexes. Den Kopfbau hob er durch ein Giebelfeld mit krönendem Fischerbogen und durch eine giebelständige Straßenfassade hervor, wie er sie schon bei dem Haus Zeller 1903 verwandt hatte. An den Kopfbau schließt sich unmittelbar der 60 Meter lange linke Flügel an, an den sich der kürzere, 50 Meter lange rechte Flügel im spitzen Winkel anlehnt. 
Der Kopfbau umfasst vier Stockwerke und ein Zwerchhaus, die Flügelbauten sind drei Stockwerke hoch und schließen mit einem Dachstock unter einem Mansarddach ab. Die Fassade des linken Flügels wird durch ein Zwerchhaus, die Fassade des rechten Flügels durch einen eckigen Treppenturm mit Kegeldach und innenliegende Loggien aufgelockert. Durch die Anordnung der Einzelgebäude entstanden zwei Höfe: der Äußere Hof zwischen den Flügeln und der Innere Hof an der Weberstraße, so dass eine ausreichende Belüftung und Belichtung der Wohnungen gewährleistet war.

## Rezeption
- Theodor Fischer, Antrag um Dispensation von der Bauordnung, 1906[4]

„Das Bestreben, im Interesse des Straßenbildes die langgezogene Hauptgesimslinie an der Leonhardstraße zu unterbrechen, veranlaßte den Ausbau eines Querhause, dessen Anbringung ich zu genehmigen bitte. Eine wesentliche Überschreitung bildet nach der B. O. O. V. [Bauordnung] die Anlage des Mansarddachs, das in einer hier zur Genehmigung vorgelegten Form ein Wahrzeichen altheimischer Bauweise in dem nun neu entstehenden Stadtviertel an der Leonhardstr. bilden würde. Andererseits wurde im Einklang mit den Bestrebungen des bauenden Vereins zu Gunsten der Straße und der Nachbarn eine gewinnsüchtige spekulative Ausnützung der Baufläche vermieden. Der Bauteil an der vorderen Weberstrasse tritt um ein Beträchtliches hinter die Baulinie zurück und der hierdurch entstehende Hofraum kommt nicht nur dem Neubau, sondern ebenso den Nachbarn Wilhelmsplatz, der für die Bauten an jenen Straßen eine Quelle hygienischer Vorteile bedeutet. Hier hätte der Neubau vielleicht bis zur Höhe von 20 m aufgeführt werden können. statt dessen zeigt der Plan über dem circa 11 m beziehungsw. 13.50 hohen Hauptgesims nur giebelähnliche Aufbauten mäßigen Umfangs, so daß die hygienischen Vorteile des Wilhelmsplatzes weit ausgedehnteren Teilen des Neubaues zu gute kommen können als wenn auf die statthafte Höhe ausgebaut worde.“
- Für Bauplatz und Werkstatt, 1906[5]

„Den Verhältnissen der Bewohner und der Umgebung, einem Teil der Altstadt, angemessen, ist die Baugruppe ganz schlicht gehalten und mehr auf malerische Wirkung angelegt. Der Blick von vorn hat sogar etwas Stattliches. Reizvoll sind die kleinen Höfe mit Torbögen, Vorbauten, kleinen Anbauten, Vor- und Rücksptüngen an der Weberstraße, während die Front an der Leonhardstraße ganz sachlich und schlicht behandelt ist. Die ganze Baugruppe, in weißem Verputz ausgeführt, die Fensterläden blaugrün gestrichen und die Dächer mit Biberschwänzen gedeckt, macht einen recht freundlichen und behaglich-wohnlichen Eindruck.“
- Bernd Langner: Gemeinnütziger Wohnungsbau um 1900, 1994[6]

„Ohne Zweifel hatte Fischer keine einfache Aufgabe, denn sein Neubau sollte auf einem langgezogenen Dreieck im spitzen Winkel zwischen der Leonhard- und Weberstraße entstehen. Gerade hier war eine unorthodoxe und phantasievolle Lösung gefragt, um vor allem im zurückliegenden Teil des Gebäudes den Raum nicht zu sehr mit schlecht beleuchteten Wohnungen zu verdichten. Fischer entschied sich für einen in der Fläche gegliederten Block mit einem langen Abschnitt zur Leonhard- und einem im spitzen Winkel angefügten kleineren zur Weberstraße. Mit dieser Aufteilung erzeugte er einen inneren und einen äußeren Hofraum und konnte die im Zentrum des Straßendreiecks liegenden Zimmer auf günstige Weise belichten und belüften.“
- Landesamt für Denkmalpflege Baden-Württemberg, Begründung der Denkmaleigenschaft des Hauses Leonhardstraße 13[7]

„An der Erhaltung des Gebäudes, welches ein schlichtes Beispiel der traditionell süddeutschen Architektur Fischers darstellt, die in Stuttgart schulbildend wirken sollte und zugleich Zeugnis des qualitätvollen sozialen Wohnungsbaus eines für Stuttgart wichtigen Vereins ist, besteht aus (architektur-)wissenschaftlichen, künstlerischen und heimatgeschichtlichen Gründen öffentliches Interesse.“